# Clearview AI
Clearview AI, Inc. es una empresa estadounidense de reconocimiento facial, que proporciona software principalmente a las fuerzas del orden y otras agencias gubernamentales. El algoritmo de la empresa compara rostros con una base de datos de más de 20 mil millones de imágenes recopiladas de Internet, incluidas aplicaciones de redes sociales.Fundada por Hoan Ton-That y Richard Schwartz, la empresa mantuvo un perfil bajo hasta finales de 2019, hasta que se informó por primera vez de su uso por parte de las fuerzas del orden.
El uso de la herramienta de reconocimiento facial ha sido controvertido. Varios senadores estadounidenses han expresado su preocupación por los derechos de privacidad y la Unión Americana de Libertades Civiles (ACLU) ha demandado a la empresa por violar las leyes de privacidad en varias ocasiones. La policía de EE. UU. ha utilizado el software para detener a presuntos delincuentes. Las prácticas de Clearview han dado lugar a multas y prohibiciones por parte de países de la UE por violar las leyes de privacidad, y a investigaciones en EE.UU. y otros países.En 2022, Clearview llegó a un acuerdo con la ACLU, en el que acordaron restringir las ventas en el mercado estadounidense de servicios de reconocimiento facial a entidades gubernamentales.
Clearview AI fue víctima de una violación de datos en 2020 que expuso su lista de clientes. Esto demostró que 2.200 organizaciones en 27 países tenían cuentas con búsquedas de reconocimiento facial.

## Historia
Clearview AI fue fundada en 2017 por Hoan Ton-That y Richard Schwartz después de transferir los activos de otra empresa, SmartCheckr, que la pareja fundó originalmente en 2017 junto con Charles C. Johnson.La compañía se fundó en Manhattan después de que los fundadores se conocieran en el Manhattan Institute.La compañía recaudó inicialmente 8,4 millones de dólares de inversores, incluidos Kirenaga Partners y Peter Thiel.La recaudación de fondos adicional, en 2020, recaudó 8,625 millones de dólares a cambio de capital. La empresa no reveló los inversores de la segunda ronda. En 2021, otra ronda de recaudación de fondos recibió 30 millones de dólares. El uso temprano de la aplicación de Clearview se dio a los inversores potenciales en su ronda de recaudación de fondos de la Serie A. El multimillonario John Catsimatidis la utilizó para identificar a alguien con quien salía su hija y la puso a prueba en uno de sus mercados de comestibles Gristedes en la ciudad de Nueva York para identificar a los ladrones.
En octubre de 2020, un portavoz de la empresa afirmó que la valoración de Clearview AI superaba los 100 millones de dólares.La empresa anunció su primer director de estrategia, director de ingresos y director de marketing en mayo de 2021. Devesh Ashra, exsubsecretario adjunto del Departamento del Tesoro de Estados Unidos, se convirtió en su director de estrategia. Chris Metaxas, antiguo ejecutivo de LexisNexis Risk Solutions, ha sido nombrado Director de Ingresos. Susan Crandall, exejecutiva de marketing de LexisNexis Risk Solutions y Motorola Solutions, se convirtió en su directora de marketing. Devesh Ashra y Chris Metaxas dejaron la empresa en 2021.En agosto de 2021, Clearview AI anunció la formación de un consejo asesor que incluía a Raymond Kelly, Richard A. Clarke, Rudy Washington, Floyd Abrams, Lee S. Wolosky y Owen West. La empresa afirmó haber raspado más de 10.000 millones de imágenes en octubre de 2021.En mayo de 2022, Clearview AI anunció que ampliaría las ventas de su software de reconocimiento facial a escuelas y plataformas de préstamos fuera de Estados Unidos.
Clearview AI contrató a un notable equipo legal para defender a la empresa de varias demandas que amenazaban su modelo de negocio. Su equipo jurídico incluye a Tor Ekeland, Lee S. Wolosky, Paul Clement, Floyd Abrams y Jack Mulcaire.Abrams declaró que la cuestión de los derechos de privacidad frente a la libertad de expresión en la Primera Enmienda podría llegar al Tribunal Supremo.

## Uso
Clearview AI ofrece un software de reconocimiento facial en el que los usuarios pueden cargar una imagen de un rostro y compararla con su base de datos. El software proporciona enlaces a los sitios en los que se puede encontrar la "coincidencia"en Internet.La empresa operó casi en secreto hasta la publicación de un informe de investigación en The New York Times titulado "La empresa secreta que podría acabar con la privacidad tal y como la conocemos" en enero de 2020. Mantuvo este secretismo publicando información falsa sobre la ubicación y los empleados de la empresa y borrando las redes sociales de los fundadores.Citando el artículo, más de 40 organizaciones tecnológicas y de derechos civiles enviaron una carta a la Junta de Supervisión de la Privacidad y las Libertades Civiles (PCLOB) y a cuatro comités del Congreso, en la que exponían su preocupación por el reconocimiento facial y Clearview, y pedían a la PCLOB que suspendiera el uso del reconocimiento facial.
Clearview sirvió para acelerar un debate mundial sobre la regulación de la tecnología de reconocimiento facial por parte de los gobiernos y las fuerzas del orden.Los agentes del orden han declarado que el reconocimiento facial de Clearview es muy superior a la hora de identificar a los agresores desde cualquier ángulo que la tecnología utilizada anteriormente.Tras descubrir que Clearview AI estaba extrayendo imágenes de su sitio web, Twitter envió una carta de cese y desistimiento a Clearview, insistiendo en que eliminaran todas las imágenes, ya que la extracción va en contra de las políticas de Twitter.El 5 y 6 de febrero de 2020, Google, YouTube, Facebook y Venmo enviaron cartas de cese y desistimiento, ya que va en contra de sus políticas.Ton-That respondió en una entrevista que existe el derecho de la Primera Enmienda a acceder a datos públicos. Más tarde declaró que Clearview ha obtenido más de 50.000 millones de imágenes de toda la web.
La policía neozelandesa lo utilizó en un ensayo tras ser contactada por Marko Jukic, de Clearview, en enero de 2020. Jukic dijo que habría ayudado a identificar al tirador de la mezquita de Christchurch si la tecnología hubiera estado disponible. El uso del software de Clearview en este caso suscitó fuertes objeciones una vez sacado a la luz, ya que ni los supervisores de los usuarios ni el Comisario de Privacidad conocían o aprobaban su uso. Tras ser revelado por RNZ, el ministro de Justicia, Andrew Little, declaró: "Está claro que no contaba con el visto bueno de los altos mandos policiales, y está claro que no contaba con el visto bueno del ministro de Policía... eso es preocupante".
La tecnología de Clearview se utilizó para identificar a un individuo en una protesta contra la violencia policial de George Floyd el 30 de mayo de 2020 en Miami, Florida. La WTVJ de Miami lo confirmó, ya que el informe de la detención sólo decía que fue "identificada a través de medios de investigación". El abogado del acusado ni siquiera sabía que estaba con Clearview. Ton-That confirmó su uso, señalando que no se estaba utilizando para vigilancia, sino solo para investigar un delito.
En diciembre de 2020, la ACLU de Washington envió una carta a la alcaldesa de Seattle, Jenny Durkan, pidiéndole que prohibiera al Departamento de Policía de Seattle el uso de Clearview AI. La carta citaba registros públicos recuperados por un bloguero local, que mostraban a un agente registrándose y entrando repetidamente en el servicio, así como manteniendo correspondencia con un representante de la empresa. Mientras que la carta de la ACLU planteaba la preocupación de que el uso que hacía el agente violara la Ordenanza de Vigilancia de Seattle, un auditor de la Oficina del Inspector General de la ciudad de Seattle argumentó que la ordenanza estaba diseñada para abordar el uso de tecnologías de vigilancia por el propio Departamento, no por un agente sin el conocimiento del Departamento.
Tras los disturbios del 6 de enero en el Capitolio de Estados Unidos, el Departamento de Policía de Oxford (Alabama) utilizó el software de Clearview para analizar una serie de imágenes publicadas por la Oficina Federal de Investigación en su solicitud pública de información sobre sospechosos, con el fin de generar pistas sobre personas presentes durante los disturbios. Las coincidencias de las fotos y la información se enviaron al FBI, que declinó hacer comentarios sobre sus técnicas.
En marzo de 2022, el Ministerio de Defensa de Ucrania empezó a utilizar la tecnología de reconocimiento facial de Clearview AI "para descubrir a los asaltantes rusos, combatir la desinformación e identificar a los muertos". Ton-That también afirmó que el Ministerio de Defensa ucraniano dispone de "más de 2.000 millones de imágenes del servicio de redes sociales ruso VKontakte". Las agencias gubernamentales ucranianas utilizaron Clearview más de 5.000 veces en abril de 2022. La empresa proporcionó estas cuentas y búsquedas de forma gratuita.
En un caso de Florida, la tecnología de Clearview fue utilizada por abogados defensores para localizar con éxito a un testigo, lo que resultó en la desestimación de los cargos de homicidio vehicular contra el acusado.
El uso policial del software de reconocimiento facial creció rápidamente en Estados Unidos. En 2022 se realizaron más de un millón de búsquedas. En 2023, este uso se duplicó.

## Esfuerzos de marketing y rechazo
Clearview AI fomentó la adopción por parte de los usuarios ofreciendo pruebas gratuitas a los agentes de policía y no a los departamentos en su conjunto. Además, la empresa utilizó sus importantes conexiones con el Partido Republicano para ponerse en contacto con los departamentos de policía.En los correos electrónicos de bienvenida, se animaba a los nuevos usuarios a ir más allá de una o dos búsquedas y a "ver si puedes llegar a las 100 búsquedas". Durante 2020, Clearview vendió su software de reconocimiento facial por una décima parte del coste de sus competidores.
El marketing de Clearview afirmaba que su reconocimiento facial condujo a la detención de un terrorista. La identificación fue enviada a la línea de denuncias del Departamento de Policía de Nueva York. Clearview afirma haber resuelto otros dos casos en Nueva York y 40 casos sin resolver, declarando posteriormente que los enviaron a las líneas de denuncias. El Departamento de Policía de Nueva York declaró que no tiene ninguna relación institucional con Clearview, pero que sus políticas no prohíben su uso por parte de agentes individuales. En 2020, se confirmó que treinta agentes del NYPD tenían cuentas de Clearview. En abril de 2021, los documentos obtenidos por la Legal Aid Society en virtud de la Ley de Libertad de Información de Nueva York demostraron que Clearview había colaborado con el NYPD durante años, contrariamente a las negaciones anteriores del NYPD.Clearview se reunió con altos mandos del NYPD y firmó un contrato de proveedor con el NYPD.Clearview fue objeto de un nuevo escrutinio por permitir a los agentes llevar a cabo un gran número de búsquedas sin supervisión o aprobación formal.
La oficina del fiscal general de Nueva Jersey, Gurbir Grewal, envió a la empresa una carta de cese y desistimiento tras incluir en su sitio web un vídeo promocional con imágenes de Grewal. Clearview había afirmado que su aplicación desempeñó un papel en una operación policial en Nueva Jersey. Grewal confirmó que el software se utilizó para identificar a un depredador de menores, pero también prohibió el uso de Clearview en Nueva Jersey. Tor Ekeland, abogado de Clearview, confirmó que el vídeo de marketing fue retirado el mismo día.
En marzo de 2020, Clearview lanzó su tecnología a los estados para su uso en el rastreo de contactos para ayudar con la pandemia COVID-19.Un reportero descubrió que la búsqueda de Clearview podía identificarlo mientras se cubría la nariz y la boca como lo haría una máscara COVID. La idea trajo críticas de senadores estadounidenses y otros comentaristas porque parecía que la crisis se estaba utilizando para impulsar herramientas poco fiables que violan la privacidad personal.
En contra de las afirmaciones iniciales de Clearview de que su servicio sólo se vendía a las fuerzas de seguridad, una filtración de datos a principios de 2020 reveló que numerosas organizaciones comerciales figuraban en la lista de clientes de Clearview. Por ejemplo, Clearview comercializaba sus servicios a empresas de seguridad privada y a casinos.Además, Clearview planeaba expandirse a muchos países, incluidos regímenes autoritarios.
El senador Edward J. Markey escribió a Clearview y Ton-That, afirmando que "el uso generalizado de su tecnología podría facilitar comportamientos peligrosos y podría destruir de forma efectiva la capacidad de las personas para desarrollar su vida cotidiana de forma anónima." Markey pidió a Clearview que detallara aspectos de su negocio, con el fin de comprender estos problemas de privacidad, parcialidad y seguridad Clearview respondió a través de un abogado, negándose a revelar información.En respuesta a esto, Markey escribió una segunda carta, diciendo que su respuesta era inaceptable y contenía afirmaciones dudosas, y que le preocupaba que Clearview "vendiera su tecnología a regímenes autoritarios" y posibles violaciones de COPPA.  El senador Markey escribió una tercera carta a la empresa con preocupaciones, afirmando que "esta crisis de salud no puede justificar el uso de herramientas de vigilancia poco fiables que podrían socavar nuestros derechos de privacidad." Markey formuló una serie de preguntas sobre las entidades gubernamentales con las que Clearview ha estado hablando, además de las inquietudes sobre privacidad sin respuesta.
El senador Ron Wyden expresó su preocupación por Clearview e hizo cancelar reuniones con Ton-That en tres ocasiones.
En abril de 2021, la revista Time incluyó a Clearview AI entre las 100 empresas más influyentes del año.

## Tecnología

### Precisión
En octubre de 2021, Clearview sometió su algoritmo a una de las dos pruebas de precisión de reconocimiento facial que realiza cada pocos meses el Instituto Nacional de Normas y Tecnología (NIST). Clearview se clasificó entre los 10 primeros de 300 algoritmos de reconocimiento facial en una prueba para determinar la precisión a la hora de emparejar dos fotos diferentes de la misma persona. Clearview no se sometió a la prueba del NIST para cotejar un rostro desconocido con una base de datos de 10.000 millones de imágenes, que se ajusta más al objetivo previsto del algoritmo. Esta fue la primera prueba de terceros del software.
Clearview, en varias ocasiones a lo largo de 2020, ha afirmado tener una precisión del 98,6%, 99,6% o 100%. Sin embargo, estos resultados provienen de pruebas realizadas por personas afiliadas a la empresa y no han utilizado muestras representativas de la población.
En 2021, Clearview anunció que estaba desarrollando herramientas de "desdibujado" y "eliminación de máscara" para afinar las imágenes borrosas y visualizar la parte cubierta del rostro de un individuo. Estas herramientas se implementarían utilizando modelos de aprendizaje automático que rellenan los detalles que faltan basándose en patrones estadísticos encontrados en otras imágenes. Clearview reconoció que desdibujar una imagen o eliminar una máscara podría hacer que los errores fueran potencialmente más frecuentes y que sólo se utilizarían para generar pistas para las investigaciones policiales.
El subjefe de policía de Miami, Armando Aguilar, declaró en 2023 que la herramienta de IA de Clearview había contribuido a la resolución de varios casos de asesinato, y que su equipo había utilizado la tecnología unas 450 veces al año. Aguilar hizo hincapié en que no realizan detenciones basándose únicamente en las coincidencias de Clearview, sino que utilizan los datos como pista y luego proceden mediante métodos convencionales de investigación de casos.
Se han documentado varios casos de identidad errónea mediante el reconocimiento facial Clearview, pero "la falta de datos y de transparencia en torno al uso policial significa que la cifra real es probablemente mucho mayor". Ton-That afirma que la tecnología tiene una precisión aproximada del 100%, y atribuye los errores a posibles malas prácticas policiales. El nivel de precisión que afirma Ton-That se basa en las fotografías de los detenidos y se vería afectado por la calidad de la imagen cargada.

### Filtraciones de datos
Clearview AI sufrió una violación de datos en febrero de 2020 que dejó al descubierto su lista de clientes. El abogado de Clearview, Tor Ekeland, declaró que el fallo de seguridad se había corregido. En respuesta a las filtraciones, el Comité de Ciencia, Espacio y Tecnología de la Cámara de Representantes de Estados Unidos envió una carta a la empresa solicitando más información sobre sus prácticas biométricas y de seguridad.
Aunque se supone que la aplicación de Clearview solo es accesible de forma privada para los clientes, el paquete de aplicaciones de Android y las aplicaciones de iOS se encontraron en cubos de Amazon S3 no seguros. Las instrucciones mostraban cómo cargar un certificado de empresa (desarrollador) para que la aplicación pudiera instalarse sin publicarse en la App Store. El acceso de Clearview fue suspendido, ya que iba en contra de los términos de servicio de Apple para desarrolladores, y como resultado la aplicación fue desactivada. Además del seguimiento de aplicaciones (Google Analytics, Crashlytics), el examen del código fuente de la versión de Android encontró referencias a Google Play Services, solicitudes de datos precisos de localización del teléfono, búsqueda por voz, compartir una cuenta de demostración gratuita a otros usuarios, integración de realidad aumentada con Vuzix, y enviar fotos de la galería o tomar fotos desde la propia aplicación. También había referencias al escaneo de códigos de barras en un permiso de conducir y a RealWear.
En abril de 2020, Mossab Hussein, de SpiderSilk, una empresa de seguridad, descubrió que los repositorios de código fuente de Clearview estaban expuestos debido a una configuración de seguridad de usuario mal configurada. Esto incluía claves y credenciales secretas, incluidos tokens de almacenamiento en la nube y Slack. Las aplicaciones compiladas y las aplicaciones de prelanzamiento eran accesibles, permitiendo a Hussein ejecutar las aplicaciones macOS e iOS contra los servicios de Clearview. Hussein informó de la brecha a Clearview, pero se negó a firmar un acuerdo de no divulgación necesario para el programa de recompensas por errores de Clearview. Ton-That reaccionó calificando la revelación del fallo por parte de Hussein como un acto de extorsión. Hussein también encontró 70.000 vídeos en un cubo de almacenamiento de la entrada de un edificio de apartamentos de Rudin Management.

### Cámara Insight
Clearview también opera un negocio secundario, Insight Camera, que proporciona cámaras de seguridad con IA. Está dirigida a "edificios comerciales, bancarios y residenciales". Dos clientes han utilizado la tecnología, United Federation of Teachers y Rudin Management.El sitio web de Insight Camera fue retirado tras la investigación de BuzzFeed sobre la conexión entre Clearview AI e Insight Camera.

## Lista de clientes
Tras una filtración de datos de la lista de clientes de Clearview, BuzzFeed confirmó que 2.200 organizaciones de 27 países tenían cuentas con actividad. BuzzFeed tiene el derecho exclusivo de publicar esta lista y ha optado por no publicarla en su totalidad.Clearview AI afirma que al menos 600 de estos usuarios son departamentos de policía. Aunque la empresa afirma que sus servicios están destinados a las fuerzas de seguridad, ha firmado contratos con Bank of America, Kohls y Macy's. Varias universidades e institutos han realizado pruebas con Clearview AI. Varias universidades e institutos han realizado pruebas con Clearview. En la siguiente lista se destacan los usuarios más notables.

#### Gobierno y fuerzas de seguridad estadounidenses
- Secretario de Estado de Illinois (casi 9.000 búsquedas, lleva usándose desde aproximadamente noviembre de 2019)[76]
- Departamento de Policía de Nueva York (más de 11.000 búsquedas por más de 30 cuentas, la mayoría de cualquier usuario)[10]
- Departamento de Policía de Raleigh, Carolina del Norte (un cliente de pago, luego se prohibió su uso, luego continuó usando el acceso de prueba después de la prohibición)[10]
- Departamento de Policía de Atlanta, (contrato de 6.000 dólares por un año)[3]
- Departamento de Policía de Chicago (un cliente de pago, más de 1.500 búsquedas en 30 cuentas, pagó 49.875 dólares por una licencia de dos años)[10]
- Policía del Estado de Nueva York (cliente de pago, 15.000 dólares por licencias)[10]
- Policía del Estado de Indiana (cliente de pago, más de 5.700 búsquedas)[10]
- Departamento de Policía de Miami (más de 3.000 búsquedas)[10]
- Departamento de Seguridad Pública de Texas (firmó un contrato de 24 000 dólares en diciembre de 2019)[55]
- FBI (5.700 búsquedas)[10]
- BATF (2.100 búsquedas)[10]
- Servicio Secreto de Estados Unidos (5.600 búsquedas)[10]
- DEA (2.000 búsquedas)[10]
- Departamento de Seguridad Nacional[10]
- Fuerza Aérea de EE. UU. (firmó un contrato de 50 000 dólares en diciembre de 2019)[55]
- U.S. Customs and Border Protection (no es un cliente de pago, 280 cuentas, 7.500 búsquedas)[10]
- Servicio de Inmigración y Control de Aduanas de Estados Unidos[10]
- Policía de Virginia Beach[77]

#### Aplicación de la legislación internacional
- Policía de la ciudad de Vadodara, parte de la Policía de Guyarat en Vadodara, India[78][10]
- Policía Federal de Australia
- Centro Australiano de Lucha contra la Explotación Infantil (7 cuentas de prueba, noviembre de 2019 - enero de 2020)[79]
- Servicio de Policía Metropolitana de Londres, Reino Unido[80]
- 30 cuerpos de seguridad de Canadá[10]
- Real Policía Montada de Canadá (cliente de pago, utilizado durante cuatro meses en el Centro Nacional contra los Delitos de Explotación Infantil y por otros a modo de prueba)[81][10]
- Policía provincial de Ontario[82][83]
- Servicio de Policía de Edmonton, Edmonton, Alberta (utilizado por tres agentes sin la aprobación del departamento)[84]
- Servicio de Policía de Londres, Londres, Ontario (a prueba por siete agentes)[85][86]
- Servicio de Policía de Toronto (a prueba desde octubre de 2019 hasta febrero de 2020)[81][87][88][10]
- Fuerzas de seguridad de Suecia[89]
- Ministerio de Defensa de Ucrania[42]
- Policía de Nueva Zelanda (a prueba desde enero de 2020)[37]

## Desafíos legales
Clearview AI ha visto su modelo de negocio cuestionado por varias demandas en múltiples jurisdicciones. Su respuesta ha sido defenderse, llegar a un acuerdo en algunos casos y abandonar varios mercados.
Abogados especializados en privacidad como Scott Skinner-Thompson y Margot Kaminski han cuestionado la afirmación de la empresa de que tiene derecho a la información pública en virtud de la Primera Enmienda, destacando los problemas y precedentes que rodean a la vigilancia persistente y el anonimato.El ex comisario de policía de Nueva York y presidente ejecutivo de Teneo Risk Chief, Bill Bratton, cuestionó las preocupaciones sobre la privacidad y recomendó procedimientos estrictos para el uso de las fuerzas de seguridad en un artículo de opinión publicado en el New York Daily News.

### Estados Unidos
Tras la publicación del artículo de The New York Times de enero de 2020, los estados de Illinois, California, Virginia y Nueva York interpusieron demandas alegando violaciones de las leyes de privacidad y seguridad.La mayoría de las demandas se transfirieron al distrito sur de Nueva York. Se interpusieron dos demandas en tribunales estatales: en Vermont por el fiscal general y en Illinois en nombre de la Unión Americana de Libertades Civiles (ACLU), que citó una ley que prohíbe el uso corporativo de las huellas faciales de los residentes sin consentimiento explícito. Clearview replicó que una ley de Illinois no es aplicable a una empresa con sede en Nueva York.
En respuesta a una demanda colectiva presentada en Illinois por violar la Ley de Privacidad de la Información Biométrica (BIPA), en mayo de 2020 Clearview declaró que había instituido una política para dejar de trabajar con entidades no gubernamentales y eliminar cualquier foto geolocalizada en Illinois. El 28 de mayo de 2020, ACLU y Edelson presentaron una nueva demanda contra Clearview en Illinois amparándose en la BIPA.Clearview llegó a un acuerdo en junio de 2024, ofreciendo el 23% de la empresa (valorada en 52 millones de dólares en ese momento) en lugar de un acuerdo en efectivo, que probablemente llevaría a la empresa a la quiebra.
En mayo de 2022, Clearview acordó resolver la demanda de 2020 de la ACLU. El acuerdo prohibía la venta de su base de datos de reconocimiento facial a particulares y empresas.
En el caso de Vermont, Clearview AI invocó la inmunidad de la Sección 230. El tribunal denegó el uso de la inmunidad de la Sección 230 en este caso porque las reclamaciones de Vermont estaban "basadas en los medios por los que Clearview adquirió las fotografías" y no en el contenido de terceros.

### Canadá
En julio de 2020, Clearview AI anunció que abandonaba el mercado canadiense en medio de investigaciones conjuntas sobre la empresa y el uso de su producto por parte de las fuerzas policiales.Daniel Therrien, Comisario de Privacidad de Canadá, condenó el uso de datos biométricos raspados por parte de Clearview AI: "Lo que Clearview hace es vigilancia masiva y es ilegal. Es totalmente inaceptable que millones de personas que nunca se verán implicadas en ningún delito se encuentren continuamente en una rueda de reconocimiento policial" En junio de 2021, Therrien determinó que la Real Policía Montada de Canadá había infringido la legislación canadiense sobre privacidad mediante cientos de registros ilegales con Clearview AI.

### Unión Europea y Reino Unido
En enero de 2021, la base de datos fotográficos biométricos de Clearview AI fue considerada ilegal en la Unión Europea (UE) por la Autoridad de Protección de Datos (APD) de Hamburgo. Se ordenó la eliminación de los datos biométricos de una persona afectada. La autoridad declaró que el Reglamento General de Protección de Datos (RGPD) es aplicable a pesar de que Clearview AI no tiene sucursal europea.En marzo de 2020, habían solicitado la lista de clientes de Clearview AI, ya que las obligaciones de protección de datos también se aplicarían a los clientes. La organización de defensa de la protección de datos NOYB criticó la decisión de la DPA, ya que la DPA emitió una orden que protegía solo al denunciante individual en lugar de una orden que prohibía la recopilación de fotos de cualquier residente europeo.
En mayo de 2021, la empresa recibió numerosas denuncias judiciales en Austria, Francia, Grecia, Italia y Reino Unido por violar la legislación europea sobre privacidad en su método de documentación y recopilación de datos de Internet. En noviembre de 2021, Clearview recibió una notificación provisional de la Oficina del Comisionado de Información del Reino Unido (ICO) para que dejara de procesar los datos de sus ciudadanos citando una serie de supuestas infracciones. También se notificó a la empresa una posible multa de aproximadamente 22,6 millones de dólares. Clearview alegó que las acusaciones de la ICO eran inexactas, ya que la empresa "no opera en el Reino Unido ni tiene clientes británicos en este momento". El 23 de mayo, la BBC informó de que la empresa había sido multada "con más de 7,5 millones de libras por el organismo de control de la privacidad del Reino Unido y con la orden de eliminar los datos de los residentes británicos".También se ordenó a Clearview que eliminara todos los datos de reconocimiento facial de los residentes británicos. Esta multa fue la cuarta de este tipo impuesta a Clearview, después de órdenes y multas similares emitidas desde Australia, Francia e Italia.Sin embargo, en octubre de 2023, esta multa fue anulada tras una apelación basada en la jurisdicción de la ICO sobre actos de gobiernos extranjeros.
En septiembre de 2024, Clearview AI fue multada con 30,5 millones de euros por la Autoridad Holandesa de Protección de Datos (DPA) por construir lo que la agencia describió como una base de datos ilegal. La sentencia de la DPA destacó que Clearview AI recopiló ilegalmente imágenes faciales, incluidas las de ciudadanos holandeses, sin obtener su consentimiento. Esta práctica constituye una violación significativa del GDPR de la UE debido a la naturaleza intrusiva de la tecnología de reconocimiento facial y la falta de transparencia en relación con el uso de los datos biométricos de los individuos.